# Kaleidoscope (EP)
Kaleidoscope es un EP de la banda Coldplay lanzado el 14 de julio de 2017 en formato digital, y el 4 de agosto de 2017 en CD siendo un complemento del séptimo álbum de estudio titulado A Head Full of Dreams lanzado en 2015.

## Contexto
El 21 de noviembre de 2016, Chris Martin anunció el título del EP por medio del Twitter oficial del grupo. El nombre del EP, Kaleidoscope es el mismo que el del séptimo track de A Head Full of Dreams, el cual no aparece en el EP. Originalmente se tenía planeado para lanzarse el día 2 de junio, pero posteriormente aplazado para el 30 de junio sin previo aviso de la banda. Posteriormente sería nuevamente aplazado para el 14 de julio.

## Sencillos
The Chainsmokers y Coldplay colaboraron para el primer sencillo Something Just Like This siendo lanzado el 22 de febrero de 2017. Para el EP no se utilizó la versión original, sino una nueva llamada Tokyo Remix que consiste en la canción siendo interpretada en vivo desde Tokio, Japón. El mismo día del lanzamiento del EP, se liberó el segundo sencillo Miracles (Someone Special) que incluye una colaboración con el rapero Big Sean.

## Sencillos promocionales
El 2 de marzo, y de forma sorpresiva, fue subido a YouTube un video con la letra de una nueva canción, siendo esta Hypnotised, posteriormente lanzado para su descarga en tiendas digitales. La versión presente en el EP es más larga que la lanzada como sencillo el día 2 de marzo. El 15 de junio de 2017, la canción All I Can Think About Is You fue lanzado junto con un video lyric en YouTube. Finalmente, el 7 de julio de 2017, fue presentada en vivo en el festival Global Citizen la canción Aliens.

## Lista de canciones
| N.º   | Título                                        | Duración |  |
| 1.    | «All I Can Think About Is You»                | 4:34     |  |
| 2.    | «Miracles (Someone Special)» (feat. Big Sean) | 4:36     |  |
| 3.    | «Aliens» (estilizado como A.L.I.E.N.S.)       | 4:42     |  |
| 4.    | «Something Just Like This» (Tokyo Remix)      | 4:34     |  |
| 5.    | «Hypnotised» (EP mix)                         | 6:31     |  |
| 24:57 |                                               |          |  |